# Ilusión de la cuadrícula
La ilusión de la cuadrícula es una ilusión óptica. Los dos tipos más comunes son la ilusión de cuadrícula centelleante  y la ilusión de cuadrícula de Hermann.

Ilusión de cuadrícula centelleante.

## Cuadrícula centelleante o cuadrícula brillante
La ilusión de rejilla centelleante es una ilusión óptica, descubierta por E. y B. Lingelbach y M. Schrauf en 1994. A menudo se considera una variación de la ilusión de rejilla de Hermann, pero posee propiedades diferentes.
La ilusión de la cuadrícula brillante hace creer al individuo que la observa que los puntos situados en las intersecciones entre dos líneas, una vertical y otra horizontal, aparecen y desaparecen. Cuando la persona mantiene su vista sobre una única intersección, el punto desaparece. En la imagen de la derecha, debería ver que los puntos alternan de color entre blanco y negro rápidamente.

## Cuadrícula de Hermann

Cuadrícula de Hermann.

La ilusión de la cuadrícula de Hermann fue observada por Ludimar Hermann en 1870. Es muy similar a la anterior, cuando se mira un dibujo con una cuadrícula blanca sobre un fondo negro, se tiene la impresión de que surgen manchas "fantasmas" en las intersecciones de las líneas. Las manchas desaparecen cuando se observa directamente la intersección.
Eso explica por qué se ven puntos en la intersección.

## Diferencias
La diferencia entre la cuadrícula de Hermann y la cuadrícula centelleante es que en la centelleante ya existen los puntos en las intersecciones, al contrario que en la de Hermann, la cual carece de ellos.

## Teorías
El efecto de ambas ilusiones ópticas a menudo se explica por un proceso neural llamado inhibición lateral. La intensidad en un punto del sistema visual no es simplemente el resultado de un solo receptor, sino el resultado de un grupo de receptores que responden a la presentación de estímulos en lo que se denomina un campo receptivo.
Una célula ganglionar de la retina reúne las entradas de varios fotorreceptores en un área de la retina; el área en el espacio físico a la que responden los fotorreceptores es el "campo receptivo" de las células ganglionares. En el centro de un llamado campo receptivo en el centro, los fotorreceptores individuales excitan la célula ganglionar cuando detectan un aumento de la luminancia; los fotorreceptores en el área circundante inhiben la célula ganglionar. Así, dado que un punto en una intersección está rodeado por más áreas de intensidad que un punto en el medio de una línea, la intersección parece más oscura debido a la mayor inhibición.
Existe una fuerte evidencia de que la teoría de las células ganglionares de la retina es insostenible. Por ejemplo, hacer que las líneas de la cuadrícula sean onduladas en lugar de rectas elimina tanto la cuadrícula de Hermann como la ilusión de la cuadrícula centelleante.  La teoría de Baumgartner/RGC no predice este resultado. La teoría de la inhibición lateral tampoco puede explicar el hecho de que la ilusión de la cuadrícula de Hermann se perciba en un rango de anchos de barra. La teoría de la inhibición lateral predeciría que disminuir el tamaño de la cuadrícula (y por lo tanto disminuir la cantidad de inhibición en la intersección) erradicaría el efecto ilusorio. Una explicación alternativa es que la ilusión se debe a células simples de tipo S1 en la corteza visual.